# 468

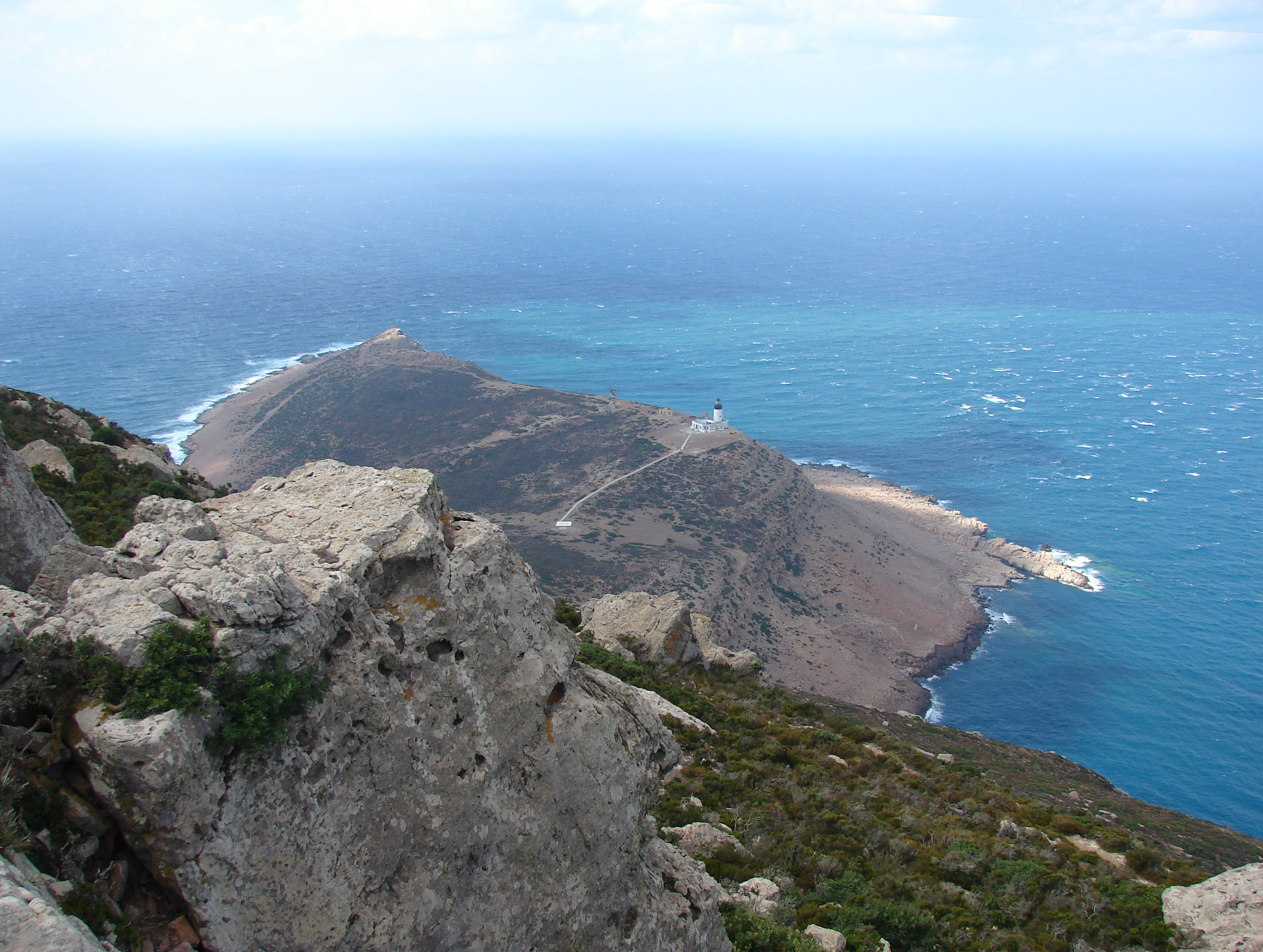
Noordpunt van Kaap Bon (Tunesië)

Het jaar 468 is het 68e jaar in de 5e eeuw volgens de christelijke jaartelling.

## Gebeurtenissen

### Klein-Azië
- Keizer Leo I verzamelt in Constantinopel een Romeinse vloot (1.100 schepen) en mobiliseert een expeditieleger (100.000 man) onder bevel van Basiliscus. De kosten voor deze operatie zijn enorm: 64.000 pond (goud) en 700 pond (zilver); de som van de jaarlijkse staatsinkomsten van het Oost-Romeinse Rijk.
- Basiliscus keert na de rampzalige expeditie tegen de Vandalen terug in Constantinopel. Hij moet zijn toevlucht zoeken in de Hagia Sophia om niet gelyncht te worden door de burgerbevolking. Leo I verleent hem echter gratie en laat Basiliscus voor 3 jaar verbannen naar Thracië.

### Europa
- Koning Eurik schendt het foederati-verdrag met het West-Romeinse Rijk en verklaart zich tot onafhankelijke vorst. De Visigoten voeren een plunderveldtocht in Hispania en veroveren de steden Braga, Mérida, Pamplona en Zaragoza.
- Benigus van Kilbannon wordt benoemd tot tweede bisschop van het bisdom Armagh (Ierland). (waarschijnlijke datum)

### Afrika
- Vandaalse oorlog (461-468) : Slag bij Kaap Bon, de Vandalen verslaan bij Promontorium Mercurii de Romeinse vloot. Koning Geiserik stuurt in de nacht brandschepen op de invasievloot af. Grotendeels door onkunde van Basiliscus worden meer dan 600 galeien vernietigd.

### Italië
- Paus Simplicius (r. 468-483) uit Tivoli volgt Hilarius op als de 47e paus van Rome. Tijdens zijn pontificaat maakt hij de val van het West-Romeinse Rijk mee en verdedigt de besluiten van het concilie van Chalcedon.

## Geboren
- Natanus, Welshe prins en heilige (overleden 510)

## Overleden
- 28 februari - Hilarius, paus van de Katholieke Kerk